# NANO ASSAULT
『NANO ASSAULT』（ナノアサルト）は、Shin'en開発のニンテンドー3DS用シューティングゲーム。

## 概要
ウイルスに感染した体内を舞台にしたシューティングゲームで、4つのサブウェポンを駆使して全32ステージをクリアしていく。スコアランキングはオンライン対応。
日本では2012年4月19日にサイバーフロントより発売。早期購入者特典は「シューティングゲームサイド 特別出張版 Vol. NANO ASSAULT」。
2013年2月27日にはWii Uダウンロードソフト『ナノアサルト ネオ』（NANO ASSAULT NEO）がアークシステムワークスより配信開始された。全16ステージで、2人プレイ（1PはWii U GamePad、2PはTVに表示）にも対応。1人プレイのときはWii U GamePadのみでのプレイも可能。

## サブウェポン
- シーカVR
- レイディオン

### 細胞上のみ使用可能なサブウェポン
- ギャランQ
- エイラムXS